# Excenevex
Ne doit pas être confondu avec Échenevex.
Excenevex (prononcé [ɛksɛnvɛ] ; le -x final est muet) est une commune française située en Chablais, dans le département de la Haute-Savoie et en région Auvergne-Rhône-Alpes.
Station touristique connue pour sa plage de sable fin, la seule de Haute-Savoie, elle fait également partie de l'agglomération du Grand Genève.

## Géographie
Excenevex est située sur le golfe de Coudrée (rive sud du Léman), golfe partagé avec la commune de Sciez. Excenevex a une zone boisée assez bien présente. Le ruisseau du Vion s'écoule à l'est et au sud-est du territoire et se jette dans le lac. Le territoire est assez plat et l'altitude varie peu (400 mètres en moyenne).
Les communes limitrophes sont Yvoire au nord-ouest, Messery à l'ouest, Massongy au sud-ouest et Sciez au sud-est.

## Urbanisme

### Typologie
Au 1er janvier 2024, Excenevex est catégorisée commune rurale à habitat dispersé, selon la nouvelle grille communale de densité à sept niveaux définie par l'Insee en 2022.
Elle appartient à l'unité urbaine de Thonon-les-Bains, une agglomération intra-départementale regroupant treize  communes, dont elle est une commune de la banlieue,,. Par ailleurs la commune fait partie de l'aire d'attraction de Genève - Annemasse (partie française), dont elle est une commune de la couronne,. Cette aire, qui regroupe 158 communes, est catégorisée dans les aires de 700 000 habitants ou plus (hors Paris),.
La commune, bordée par un plan d’eau intérieur d’une superficie supérieure à 1 000 hectares, le Léman, est également une commune littorale au sens de la loi du 3 janvier 1986, dite loi littoral. Des dispositions spécifiques d’urbanisme s’y appliquent dès lors afin de préserver les espaces naturels, les sites, les paysages et l’équilibre écologique du littoral, tel le principe d'inconstructibilité, en dehors des espaces urbanisés, sur la bande littorale des 100 mètres, ou plus si le plan local d’urbanisme le prévoit.

### Occupation des sols
L'occupation des sols de la commune, telle qu'elle ressort de la base de données européenne d’occupation biophysique des sols Corine Land Cover (CLC), est marquée par l'importance des territoires agricoles (45,5 % en 2018), une proportion sensiblement équivalente à celle de 1990 (45,9 %). La répartition détaillée en 2018 est la suivante : 
forêts (39,1 %), terres arables (24,1 %), zones agricoles hétérogènes (14,2 %), zones urbanisées (12,3 %), prairies (7,2 %), espaces verts artificialisés, non agricoles (3,1 %).
L'IGN met par ailleurs à disposition un outil en ligne permettant de comparer l’évolution dans le temps de l’occupation des sols de la commune (ou de territoires à des échelles différentes). Plusieurs époques sont accessibles sous forme de cartes ou photos aériennes : la carte de Cassini (XVIIIe siècle), la carte d'état-major (1820-1866) et la période actuelle (1950 à aujourd'hui).

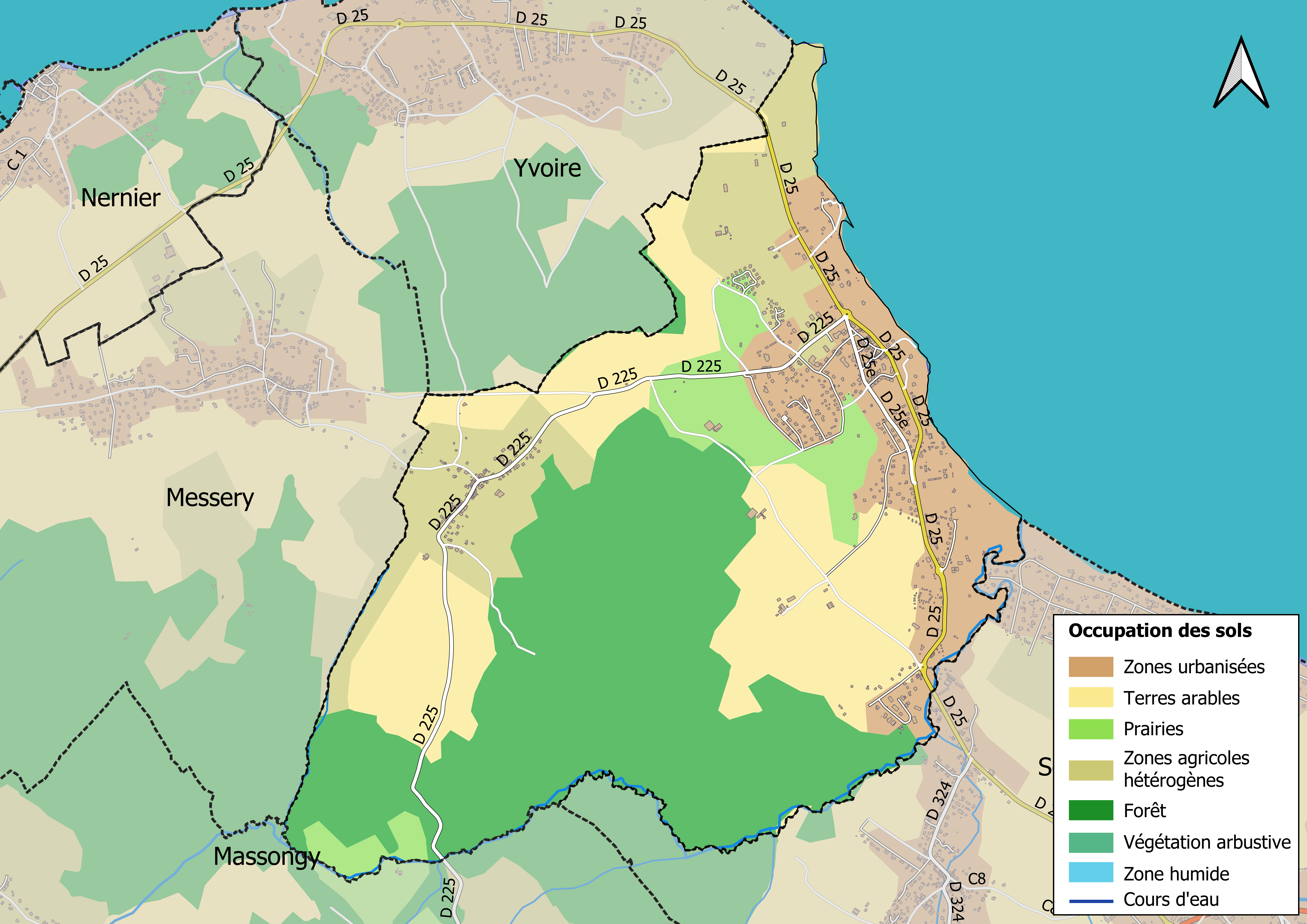
Carte des infrastructures et de l'occupation des sols en 2018 (CLC) de la commune.
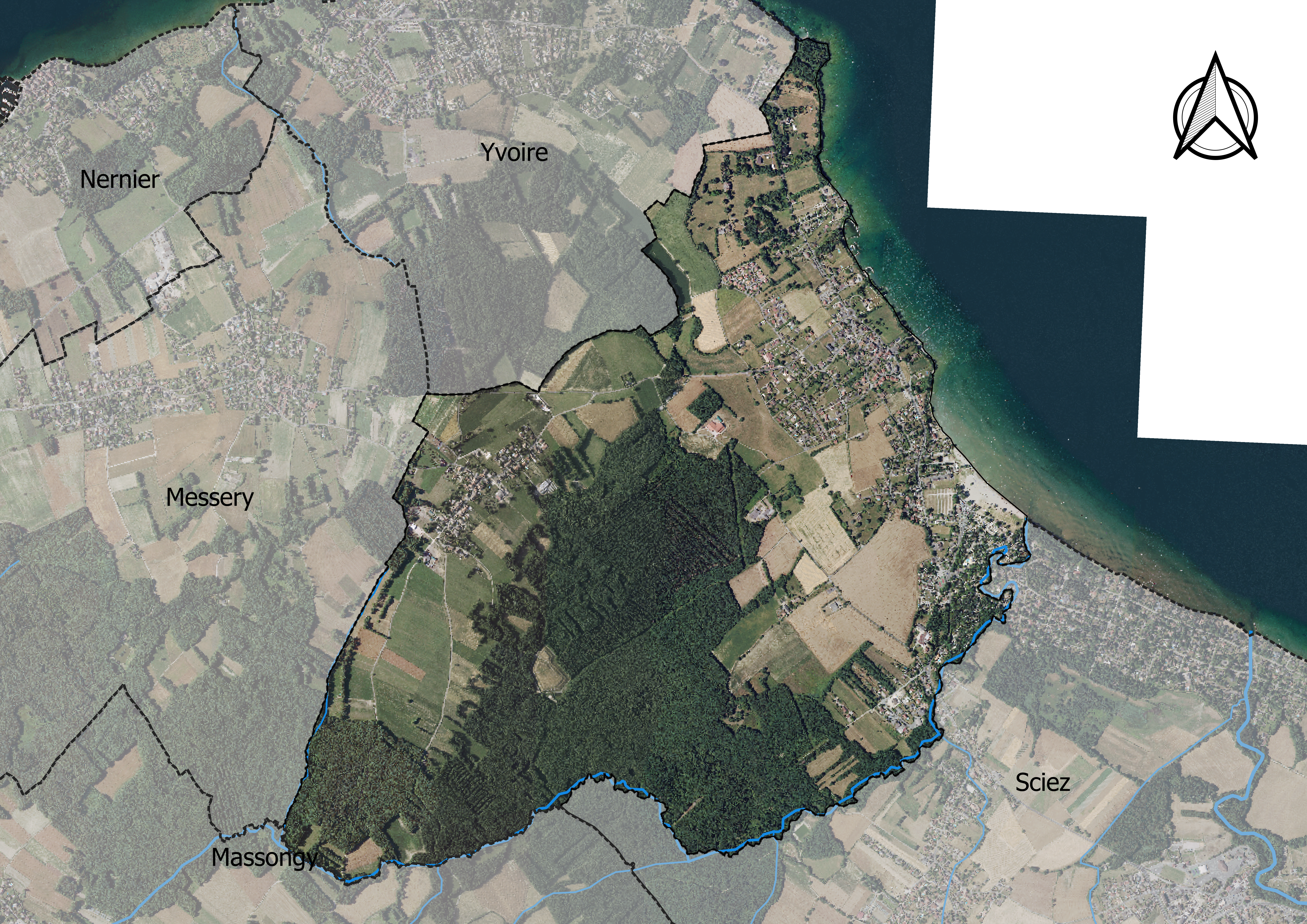
Carte orthophotogrammétrique de la commune.

## Toponymie
Les documents d'époque médiévale mentionnent la localité sous les noms d'« Essevenay » ou « Essenevay ». Les origines toponymiques pour le nom de la commune sont variées. L'auteur du site Noms de lieux de Suisse romande, Savoie et environs, Henry Suter, relève que celui-ci pourrait être construit avec le préfixe latin ex (« hors de ») et d'un mot dérivé de « chenevière » (chènevis, graine de chanvre),. Il indique une autre origine possible avec *Es sénévé, dérivé de sénevé, nom désignant les plantes fournissant la moutarde.
Une partie importante de la commune s'est créée par l'apport de sables venus du Léman. Une autre origine toponymique possible serait les Esserts nouveaux, en arpitan savoyard Esserts novés, qui a donné son nom Éshinevé, qui, par modification de lecture serait devenu Excenevex en français[réf. nécessaire].
Enfin, une version plus fantaisiste donne, avec origine burgonde, un dérivé de Hexenweg (Hexe + weg), que l'on peut traduire par « chemin des Fées »[réf. nécessaire].
En francoprovençal ou arpitan savoyard, le nom de la commune s'écrit Èchenevè et se prononce [e.θən.ˈve] (retranscrit selon la norme API) et « éshenevé » (transcrit selon la graphie semi-phonétique de Conflans).

## Politique et administration

### Situation administrative
La commune d'Excenevex, au lendemain de l'annexion de la Savoie à la France de 1860, intègre le canton de Douvaine. Elle appartient, depuis 2015, au canton de Sciez, qui compte selon le redécoupage cantonal de 2014 25 communes.
La commune est membre, avec seize autres, de la communauté de communes du Bas-Chablais.
Excenevex relève de l'arrondissement de Thonon-les-Bains et de la cinquième circonscription de la Haute-Savoie, dont la députée est Anne-Cécile Violland (Horizons).

### Administration municipale

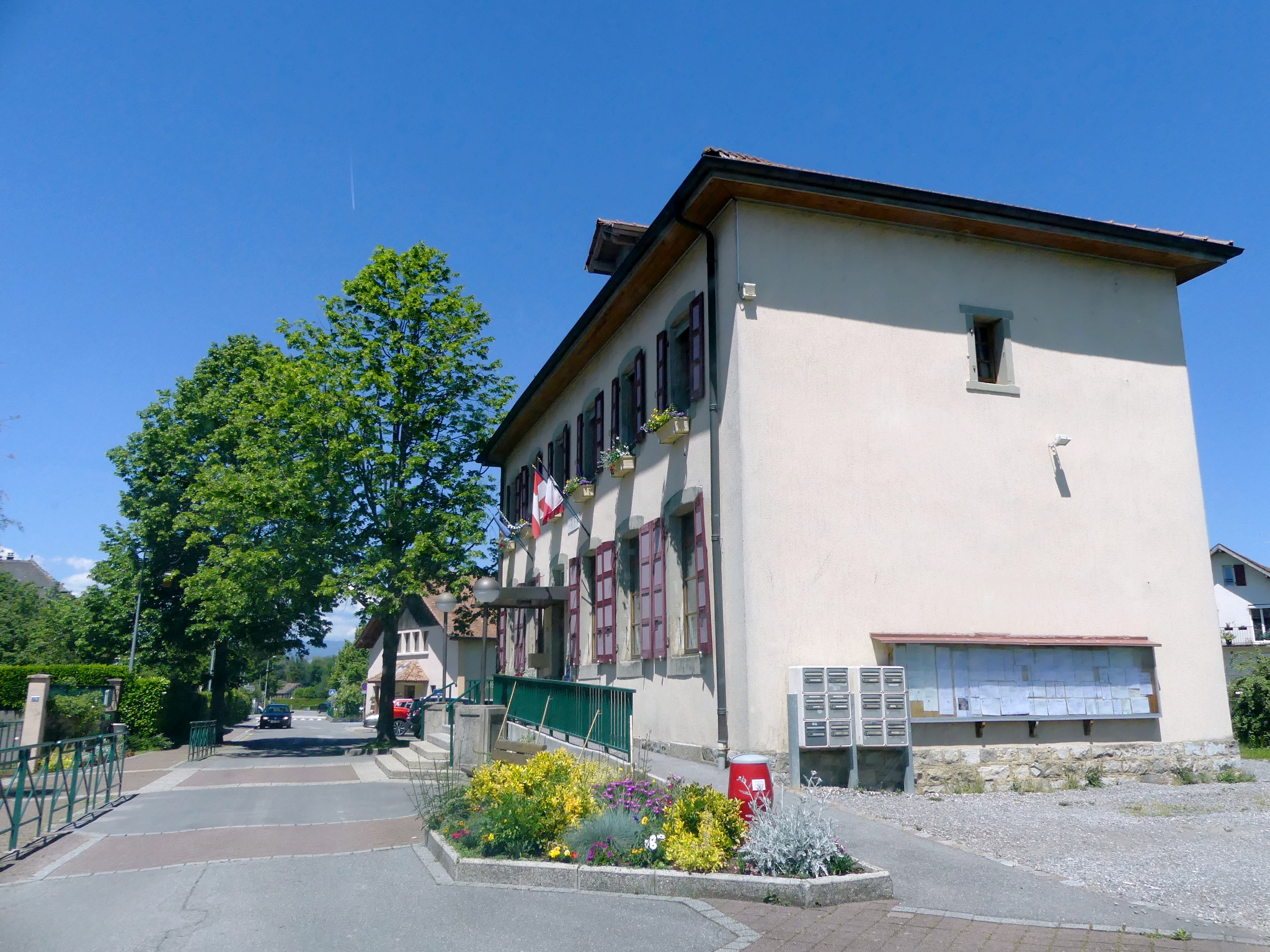
Mairie d'Excenevex.

### Liste des maires
| Période                                  | Période   | Identité               | Étiquette | Qualité |
| ---------------------------------------- | --------- | ---------------------- | --------- | --- |
| mars 2001                                | mars 2008 | Sylvie Dauvet-Grangeon | DVD       | Infirmière |
| mars 2008                                | mai 2020  | Pierre Fillon          | DVD       | Ingénieur chimiste retraité |
| mai 2020                                 | En cours  | Chrystelle Beurrier    | DVD       | Assistante sociale Conseillère départementale du canton de Sciez (2015 → ), vice-présidente de Thonon agglomération (2020 → ), présidente de Vélo&Territoires (2016 → ) |
| Les données manquantes sont à compléter. |           |                        |           | |

## Population et société

### Démographie
Ses habitants sont appelés les Exceneviens.
L'évolution du nombre d'habitants est connue à travers les recensements de la population effectués dans la commune depuis 1793. Pour les communes de moins de 10 000 habitants, une enquête de recensement portant sur toute la population est réalisée tous les cinq ans, les populations de référence des années intermédiaires étant quant à elles estimées par interpolation ou extrapolation. Pour la commune, le premier recensement exhaustif entrant dans le cadre du nouveau dispositif a été réalisé en 2006.

En 2022, la commune comptait 1 326 habitants, en évolution de +21,1 % par rapport à 2016 (Haute-Savoie : +6,01 %, France hors Mayotte : +2,11 %).
| 1793 | 1800 | 1806 | 1822 | 1838 | 1848 | 1858 | 1861 | 1866 |
| ---- | ---- | ---- | ---- | ---- | ---- | ---- | ---- | ---- |
| 249  | 252  | 256  | 340  | 374  | 361  | 284  | 364  | 354  |

| 1872 | 1876 | 1881 | 1886 | 1891 | 1896 | 1901 | 1906 | 1911 |
| ---- | ---- | ---- | ---- | ---- | ---- | ---- | ---- | ---- |
| 340  | 324  | 334  | 326  | 346  | 306  | 312  | 307  | 314  |

| 1921 | 1926 | 1931 | 1936 | 1946 | 1954 | 1962 | 1968 | 1975 |
| ---- | ---- | ---- | ---- | ---- | ---- | ---- | ---- | ---- |
| 273  | 274  | 263  | 184  | 294  | 357  | 316  | 353  | 445  |

| 1982 | 1990 | 1999 | 2006 | 2011  | 2016  | 2021  | 2022  | - |
| ---- | ---- | ---- | ---- | ----- | ----- | ----- | ----- | - |
| 459  | 657  | 682  | 914  | 1 032 | 1 095 | 1 279 | 1 326 | - |

### Médias

#### Radios et télévisions
La commune est couverte par des antennes locales de radios dont France Bleu Pays de Savoie, ODS Radio, Radio Chablais… Enfin, la chaîne de télévision locale TV8 Mont-Blanc diffuse des émissions sur les pays de Savoie. Régulièrement l'émission La Place du village expose la vie locale. France 3 et sa station régionale France 3 Alpes, peuvent parfois relater les faits de vie de la commune.

#### Presse et magazines
La presse écrite locale est représentée par des titres comme Le Dauphiné libéré, L'Essor savoyard, Le Messager - édition Chablais, Le Courrier savoyard.

### Événements
Depuis 2003, la plage d'Excenevex accueille le « léman j'bise », un salon nautique au départ consacré au kitesurf et au windsurf. Les 10 000 m2 de la plage sont exploités par le lieu d'exposition avec 50 exposants et des animations (le kitesurf, le ski, le cerf-volant, la grimpe d'arbres, le wakeboard, le trampoline, le skateboard…).

## Économie
De 1834 à 2018, a prospéré sur le territoire de la commune, l'entreprise Dauvet qui exerçait le métier de battage d'or, elle fut la dernière en France. Son savoir faire consistait à découper du ruban d'or en carrés de 40x40 mm, puis à le disposer en livrets qui étaient ensuite battus pour diminuer l'épaisseur des feuilles jusqu'à 0,2 micromètre. Les produits étaient livrés aux encadreurs, relieurs et calligraphes.

## Culture locale et patrimoine

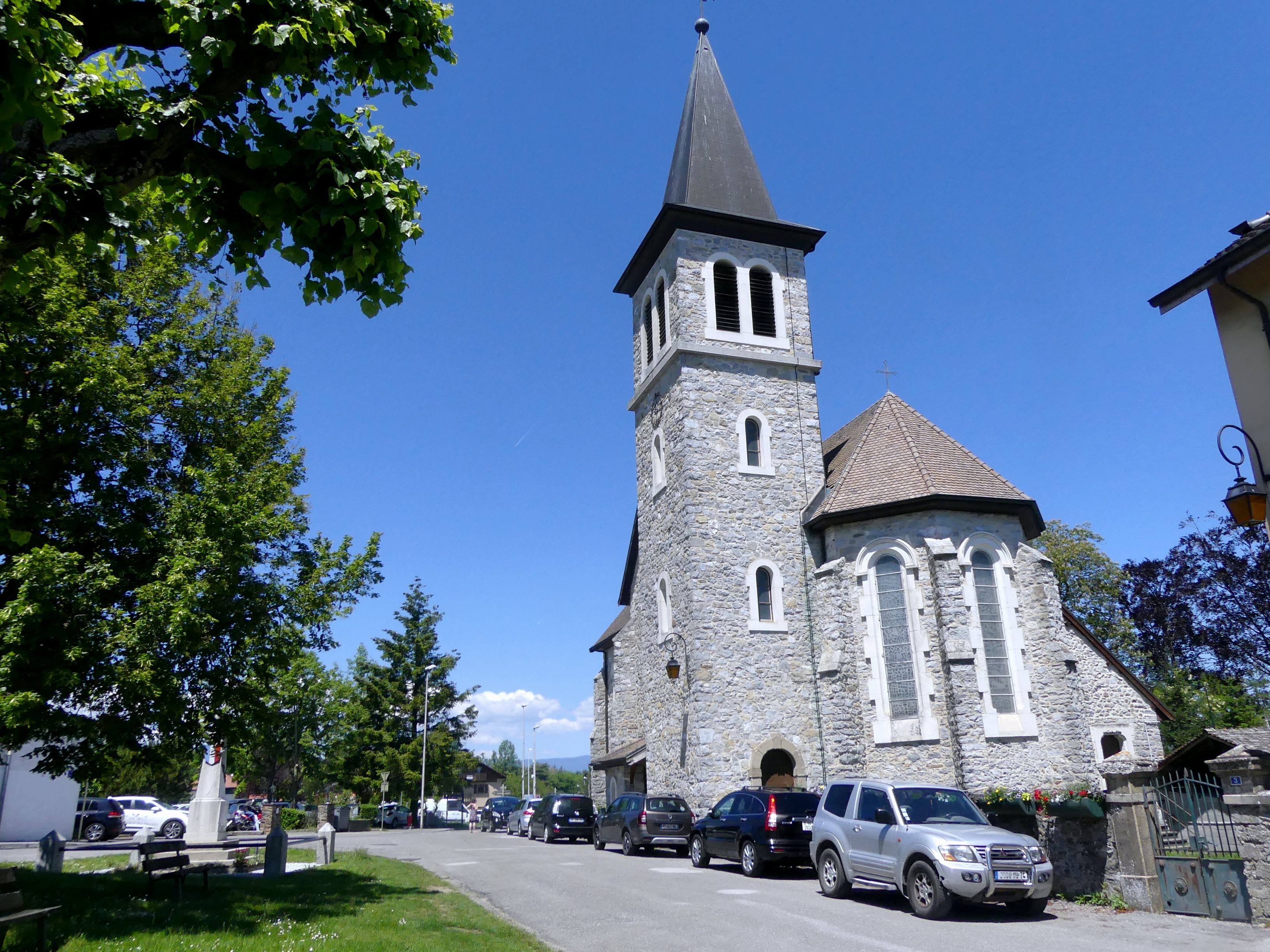
Église Saint-Symphorien d'Excenevex.

### Espaces verts et fleurissement
En 2014, la commune obtient le niveau « une fleur » au concours des villes et villages fleuris.

### Personnalités liées à la commune
- La famille Al Maktoum de Dubaï possède une propriété[26], « Les Roches ».
- Fatima bint Mubarak Al Ketbi (en), troisième épouse de Zayed bin Sultan Al Nahyan, le premier Président des Émirats arabes unis et émir d’Abu Dhabi, possède une propriété (2014)[27]
- Mr Vilgrain, patron des Grands-Moulins de Nancy y possédait un manoir et installa également sur la commune une colonie de vacances pour les enfants des employés[réf. nécessaire].

### Héraldique

Ancien logo de la municipalité.

| Armes d'Excenevex | Les armes d'Excenevex se blasonnent ainsi : De gueules à la bande d'argent. |